# Râul Călimănelul cel Limpede
Râul Călimănelul cel Limpede sau Râul Călimănelul cel Mare este unul din brațele care formează râul Călimănel.  

## Hărți
- Harta județului Harghita
- Harta Munților Călimani  Arhivat în 11 octombrie 2008, la Wayback Machine.